# 驼峰 (铁路)

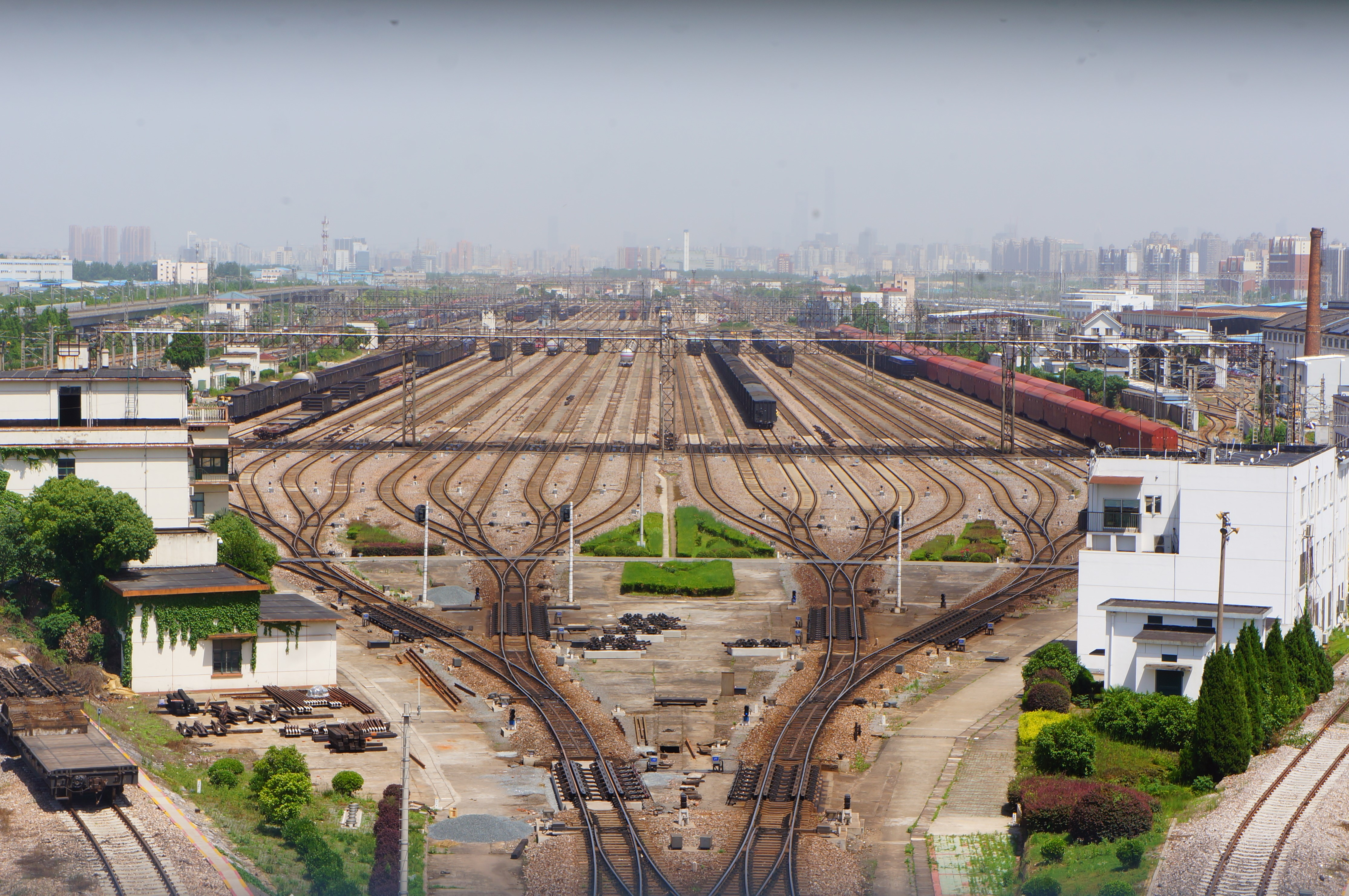
上海南翔编组站的驼峰

驼峰是编组站的主要特征，它是地面上修筑的犹如骆驼峰背形状的小山丘，设计成适当的坡度，上面铺设铁路，利用车辆的重力和驼峰的坡度所产生的位能辅以机车推力来解体列车的一种调车设备，是编组站解体车列的一种主要方法。在进行驼峰调车作业时，先由调车机将车列推向驼峰，当最前面的车组（或车辆）接近峰顶时，提开车钩，这时就可以利用车辆自身的重力，顺坡自动溜放到编组场的预定线路上，从而可以大大提高调车作业的效率。驼蜂一般设在调车场头部，适合于车列的解体作业。

## 不同设备
驼峰根据设备条件的不同，可分为简易驼峰、非机械化驼峰、机械化驼峰、半自动化驼峰和自动化驼峰。

## 范围
驼峰的范围是指峰前到达场（在不设峰前到达场时为牵出线）与调车场之间的一部分线段，包括推送部分、溜放部分和峰顶平台等。

### 推送部分
是指经驼峰解体的车列其第一钩车位于峰顶时车列全长所在的线路范围。设置这一部分的目的是为了使车辆得到必要的位能，并使车钩压紧，便于摘钩。

### 溜放部分

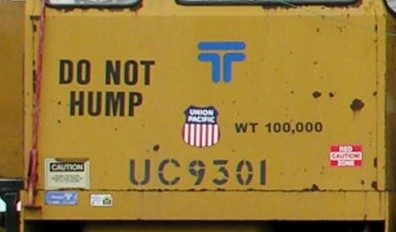
部分车辆禁止溜放

由峰顶至编组场头部各股道警冲标后100米（机械化驼峰）或50米（非机械化驼峰或简易驼峰）处的线路范围。这个长度叫做驼峰计算长度，计算长度的末端叫做驼峰的计算停车点。因为调车线的警冲标不在同一横向位置上，所以每一调车线各有一个计算停车点。该点只是计算的根据，在现场并无任何标志。

### 峰顶平台
推送部分与溜放部分的连接处设有的一段平坦地段。